# Reichstagswahlkreis Herzogtum Sachsen-Meiningen 2

Die Wahlkreisaufteilung des Deutschen Reichs.

Der Reichstagswahlkreis Herzogtum Sachsen-Meiningen 2 (in der reichsweiten Durchnummerierung auch Reichstagswahlkreis 365; auch Reichstagswahlkreis Sonneberg-Saalfeld genannt) war der zweite Reichstagswahlkreis für das Herzogtum Sachsen-Meiningen für die Reichstagswahlen im Deutschen Reich und im Norddeutschen Bund von 1867 bis 1918.

## Wahlkreiszuschnitt
Der Wahlkreis umfasste den Kreis Sonneberg und den Kreis Saalfeld.
| Jahr | Einwohner |
| ---- | --------- |
| 1890 | 110.088   |
| 1895 | 116.214   |
| 1900 | 127.253   |
| 1905 | 137.574   |
| 1910 | 143.445   |

|      | Landwirtschaft | Industrie und Gewerbe | Handel und Dienstleistungen |
| ---- | -------------- | --------------------- | --------------------------- |
| 1895 | 29,6           | 58,0                  | 12,4                        |
| 1907 | 21,0           | 64,9                  | 14,1                        |

|      | Evangelisch | Katholisch |
| ---- | ----------- | ---------- |
| 1890 | 98,6        | 1,2        |
| 1905 | 978         | 2,0        |
| 1910 | 974         | 2,1        |

## Abgeordnete
| Wahl                                 | Abgeordneter          | Partei | Bild |
| ------------------------------------ | --------------------- | ------ | ---- |
| Reichstagswahl Februar 1867 bis 1871 | Eduard Rückert        | NLP    | 0    |
| Reichstagswahl 1871 bis 1884         | Eduard Lasker         | NLP    |      |
| Ersatzwahl 1884 bis 1893             | Friedrich Witte       | DFF    |      |
| Reichstagswahl 1893 bis 1907         | Hermann Paul Reißhaus | SPD    |      |
| Reichstagswahl 1907 bis 1912         | Adalbert Enders       | FVp    | 0    |
| Reichstagswahl 1912 bis 1918         | Hermann Paul Reißhaus | SPD    |      |

## Wahlen

### 1867 (Februar)
Es fand nur ein Wahlgang statt. Die Zahl der gültigen Stimmen betrug 12.854.
| Kandidat       | Partei | Stimmen | in % | Anmerkungen |
| -------------- | ------ | ------- | ---- | ----------- |
| Eduard Rückert | NLP    | 11307   | 0    | 0           |

### 1867 (August)
Es fand nur ein Wahlgang statt. Die Zahl der gültigen Stimmen betrug 10.563.
| Kandidat      | Partei | Stimmen | in % | Anmerkungen |
| ------------- | ------ | ------- | ---- | ----------- |
| Eduard Lasker | NLP    | 7419    | 0    | 0           |

### 1871
Es fand ein Wahlgang statt. 16.760 Männer waren wahlberechtigt. Die Zahl der abgegebenen Stimmen betrug 8550, 26 Stimmen waren ungültig. Die Wahlbeteiligung betrug 51,2 %.
| Kandidat      | Partei   | Stimmen | in % | Anmerkungen |
| ------------- | -------- | ------- | ---- | ----------- |
| Eduard Lasker | NLP      | 8432    | 0    | 0           |
|               | LRP      | 74      | 0    | 0           |
| 0             | Sonstige | 44      | 0    | 0           |

### 1874
Es fand ein Wahlgang statt. 17.223 Männer waren wahlberechtigt. Die Zahl der abgegebenen Stimmen betrug 10.325, 17 Stimmen waren ungültig. Die Wahlbeteiligung betrug 60 %.
| Kandidat      | Partei   | Stimmen | in % | Anmerkungen       |
| ------------- | -------- | ------- | ---- | ----------------- |
| Eduard Lasker | NLP      | 9040    | 0    | 0                 |
| Most          | S (Eis)  | 1001    | 0    | 0                 |
| von Swaine    | LRP      | 226     | 0    | Bergwerksbesitzer |
| Geib          | S (Eis)  | 38      | 0    | Buchhändler       |
| 0             | Sonstige | 20      | 0    | 0                 |

### 1877
Es fand ein Wahlgang statt. 18.577 Männer waren wahlberechtigt. Die Zahl der abgegebenen Stimmen betrug 13.642, 69 Stimmen waren ungültig. Die Wahlbeteiligung betrug 73,8 %.
| Kandidat             | Partei   | Stimmen | in % | Anmerkungen                                                              |
| -------------------- | -------- | ------- | ---- | ------------------------------------------------------------------------ |
| Eduard Lasker        | NLP      | 7785    | 0    | 0                                                                        |
| C. Grillenberger     | S        | 4842    | 0    | 0                                                                        |
| Walther (-Sonneberg) | NLP      | 1007    | 0    | Kaufmann (das statistische Amt führt Walther 1877 als DRP, 1881 als NLP) |
| 0                    | Sonstige | 8       | 0    | 0                                                                        |

### 1878
Es fand ein Wahlgang statt. 19.106 Männer waren wahlberechtigt. Die Zahl der abgegebenen Stimmen betrug 13.035, 53 Stimmen waren ungültig. Die Wahlbeteiligung betrug 68,5 %.
| Kandidat         | Partei   | Stimmen | in % | Anmerkungen |
| ---------------- | -------- | ------- | ---- | ----------- |
| Eduard Lasker    | NLP      | 9132    | 0    | 0           |
| Bischoff         | DRP      | 3061    | 0    | 0           |
| C. Grillenberger | S        | 809     | 0    | 0           |
|                  | F        | 27      | 0    | 0           |
| 0                | Sonstige | 6       | 0    | 0           |

### 1881
Lasker trat am 15. März 1880 aus der NLP aus und wurde Mitglied der LibV. Entsprechend stellte die NLP zur Reichstagswahl 1881 einen anderen Kandidaten auf.
Es fand ein Wahlgang statt. 19.176 Männer waren wahlberechtigt. Die Zahl der abgegebenen Stimmen betrug 11.947, 58 Stimmen waren ungültig. Die Wahlbeteiligung betrug 62,6 %.
| Kandidat             | Partei   | Stimmen | in % | Anmerkungen |
| -------------------- | -------- | ------- | ---- | ----------- |
| Eduard Lasker        | LibV     | 8361    | 0    | 0           |
| Walther (-Sonneberg) | NLP      | 3516    | 0    | Kaufmann    |
| C. Grillenberger     | S        | 50      | 0    | 0           |
| 0                    | Sonstige | 20      | 0    | 0           |

### Ersatzwahl 1884
Da Eduard Lasker am 5. Januar 1884 starb, erfolgte eine Ersatzwahl. Es fanden zwei Wahlgänge statt. 19.731 Männer waren wahlberechtigt. Die Zahl der abgegebenen Stimmen betrug im ersten Wahlgang 12.253, 72 Stimmen waren ungültig. Die Wahlbeteiligung betrug 62,7 %.
| Kandidat        | Partei   | Stimmen | in % | Anmerkungen |
| --------------- | -------- | ------- | ---- | ----------- |
| Friedrich Witte | F        | 5806    | 0    | 0           |
|                 | NLP      | 2954    | 0    | 0           |
|                 | S        | 3482    | 0    | 0           |
| 0               | Sonstige | 11      | 0    | 0           |

In der Stichwahl am 21. März 1884 betrug die Zahl der abgegebenen Stimmen 13.145, 106 Stimmen waren ungültig. Die Wahlbeteiligung betrug 67,1 %.
| Kandidat        | Partei | Stimmen | in % | Anmerkungen |
| --------------- | ------ | ------- | ---- | ----------- |
| Friedrich Witte | F      | 8306    | 0    | 0           |
|                 | S      | 4839    | 0    | 0           |

### 1884
Es fanden zwei Wahlgänge statt. 20.299 Männer waren wahlberechtigt. Die Zahl der abgegebenen Stimmen betrug im ersten Wahlgang 13.082, 88 Stimmen waren ungültig. Die Wahlbeteiligung betrug 64,9 %.
| Kandidat        | Partei   | Stimmen | in % | Anmerkungen |
| --------------- | -------- | ------- | ---- | ----------- |
| Friedrich Witte | F        | 5786    | 0    | 0           |
|                 | NLP      | 3803    | 0    | 0           |
|                 | S        | 3490    | 0    | 0           |
| 0               | Sonstige | 2       | 0    | 0           |

In der Stichwahl unterstützte die SPD den linksliberalen Kandidaten.
In der Stichwahl betrug die Zahl der abgegebenen Stimmen 13.411, 452 Stimmen waren ungültig. Die Wahlbeteiligung betrug 68,3 %.
| Kandidat        | Partei | Stimmen | in % | Anmerkungen |
| --------------- | ------ | ------- | ---- | ----------- |
| Friedrich Witte | F      | 8159    | 0    | 0           |
|                 | NLP    | 5252    | 0    | 0           |

### 1887
Es fanden zwei Wahlgänge statt. 21.032 Männer waren wahlberechtigt. Die Zahl der abgegebenen Stimmen betrug im ersten Wahlgang 16.398, 75 Stimmen waren ungültig. Die Wahlbeteiligung betrug 78,3 %.
| Kandidat        | Partei   | Stimmen | in % | Anmerkungen |
| --------------- | -------- | ------- | ---- | ----------- |
| Friedrich Witte | F        | 6485    | 0    | 0           |
|                 | NLP      | 5252    | 0    | 0           |
|                 | S        | 4659    | 0    | 0           |
| 0               | Sonstige | 2       | 0    | 0           |

In der Stichwahl unterstützte die SPD den linksliberalen Kandidaten.
In der Stichwahl betrug die Zahl der abgegebenen Stimmen 14.597, 311 Stimmen waren ungültig. Die Wahlbeteiligung betrug 70,9 %.
| Kandidat        | Partei | Stimmen | in % | Anmerkungen |
| --------------- | ------ | ------- | ---- | ----------- |
| Friedrich Witte | F      | 8702    | 0    | 0           |
|                 | NLP    | 5895    | 0    | 0           |

### 1890
Die Kartellparteien NLP und Konservative einigten sich auf einen Kandidaten aus der NLP.
Es fanden zwei Wahlgänge statt. Die Zahl der Wahlberechtigten betrug 21.993. Die Zahl der abgegebenen gültigen Stimmen betrug im ersten Wahlgang 17.620, 39 Stimmen waren ungültig. Die Wahlbeteiligung belief sich auf 80,1 %.
| Kandidat              | Partei   | Stimmen | in %   | Anmerkungen |
| --------------------- | -------- | ------- | ------ | ----------- |
| Friedrich Witte       | DFP      | 6512    | 37,1 % | 0           |
| Friedrich Trinks      | NLP      | 3848    | 21,9 % | 0           |
| Hermann Paul Reißhaus | SPD      | 7215    | 41,0 % | 0           |
| 0                     | Sonstige | 6       | 0,0 %  | 0           |

Die Zahl der abgegebenen gültigen Stimmen betrug in der Stichwahl 17.130, 126 Stimmen waren ungültig. Die Wahlbeteiligung belief sich auf 77,9 %.
| Kandidat              | Partei | Stimmen | in %   | Anmerkungen |
| --------------------- | ------ | ------- | ------ | ----------- |
| Friedrich Witte       | DFP    | 8508    | 50,0 % | 0           |
| Hermann Paul Reißhaus | SPD    | 8496    | 50,0 % | 0           |

### Ersatzwahl 1891
Nachdem Witte sein Mandat niedergelegt hatte, kam es zu einer Ersatzwahl.
Es fanden zwei Wahlgänge statt. Die Zahl der Wahlberechtigten betrug 22.093. Die Zahl der abgegebenen gültigen Stimmen betrug im ersten Wahlgang 15.921, 40 Stimmen waren ungültig. Die Wahlbeteiligung belief sich auf 72,1 %.
| Kandidat              | Partei   | Stimmen | in %   | Anmerkungen              |
| --------------------- | -------- | ------- | ------ | ------------------------ |
| Friedrich Witte       | DFP      | 5654    | 35,6 % | 0                        |
| Hans Blum             | NLP      | 3119    | 19,6 % | Rechtsanwalt aus Leipzig |
| Hermann Paul Reißhaus | SPD      | 7103    | 44,7 % | 0                        |
| 0                     | Sonstige | 5       | 0,0 %  | 0                        |

In der Stichwahl rief die NLP zur Wahl des linksliberalen Kandidaten auf.
Die Zahl der abgegebenen gültigen Stimmen betrug in der Stichwahl 16.467, 63 Stimmen waren ungültig. Die Wahlbeteiligung belief sich auf 74,5 %.
| Kandidat              | Partei | Stimmen | in %   | Anmerkungen |
| --------------------- | ------ | ------- | ------ | ----------- |
| Friedrich Witte       | DFP    | 8754    | 53,4 % | 0           |
| Hermann Paul Reißhaus | SPD    | 7650    | 46,6 % | 0           |

### 1893
Die NLP stellte keinen eigenen Kandidaten auf, sondern rief zur Wahlenthaltung auf.
Es fand ein Wahlgang statt. Die Zahl der Wahlberechtigten betrug 23.120. Die Zahl der abgegebenen gültigen Stimmen betrug 15.896, 179 Stimmen waren ungültig. Die Wahlbeteiligung belief sich auf 68,8 %.
| Kandidat              | Partei   | Stimmen | in %   | Anmerkungen                  |
| --------------------- | -------- | ------- | ------ | ---------------------------- |
| Theodor Storch        | DS       | 111     | 0,7 %  | Dr. Reallehrer aus Sonneberg |
| Carl Crämer           | FVP      | 6875    | 43,7 % | Kaufmann aus Sonneberg       |
| Hermann Paul Reißhaus | SPD      | 8686    | 55,3 % | 0                            |
| 0                     | Sonstige | 45      | 0,3 %  | 0                            |

### 1898
Der BdL rief zur Wahl des NLP-Kandidaten auf.
Es fand ein Wahlgang statt. Die Zahl der Wahlberechtigten betrug 25.037. Die Zahl der abgegebenen gültigen Stimmen betrug 17.366, 65 Stimmen waren ungültig. Die Wahlbeteiligung belief sich auf 69,4 %.
| Kandidat                      | Partei   | Stimmen | in %   | Anmerkungen    |
| ----------------------------- | -------- | ------- | ------ | -------------- |
| Max Liebermann von Sonnenberg | DSR      | 126     | 0,7 %  | 0              |
| Arnold Perls                  | FVP      | 5870    | 33,9 % | Schriftsteller |
| G. Adolf Arndt                | NLP      | 2453    | 14,2 % | 0              |
| Hermann Paul Reißhaus         | SPD      | 8845    | 51,1 % | 0              |
| 0                             | Sonstige | 7       | 0,1 %  | 0              |

### 1903
Es fand ein Wahlgang statt. Die Zahl der Wahlberechtigten betrug 27.380. Die Zahl der abgegebenen gültigen Stimmen betrug 21.398, 130 Stimmen waren ungültig. Die Wahlbeteiligung belief sich auf 78,2 %.
| Kandidat              | Partei   | Stimmen | in %   | Anmerkungen               |
| --------------------- | -------- | ------- | ------ | ------------------------- |
| Hans Sandner          | FVP      | 6605    | 31,0 % | Hauptlehrer aus Lauenhain |
| von Strantz           | DRP      | 2716    | 12,8 % | 0                         |
| Hermann Paul Reißhaus | SPD      | 11.924  | 56,1 % | 0                         |
| 0                     | Sonstige | 23      | 0,1 %  | 0                         |

### 1907
Adalbert Enders wurde von allen bürgerlichen Parteien außer der DRP unterstützt.
Es fand ein Wahlgang statt. Die Zahl der Wahlberechtigten betrug 29.249. Die Zahl der abgegebenen gültigen Stimmen betrug 26.126, 160 Stimmen waren ungültig. Die Wahlbeteiligung belief sich auf 89,3 %.
| Kandidat              | Partei   | Stimmen | in %   | Anmerkungen |
| --------------------- | -------- | ------- | ------ | ----------- |
| Adalbert Enders       | FVP      | 13.181  | 50,8 % | 0           |
| Strantz               | DRP      | 2716    | 12,8 % | 0           |
| Hermann Paul Reißhaus | SPD      | 12.712  | 49,0 % | 0           |
| Matthias Erzberger    | Zentrum  | 66      | 0,2 %  | 0           |
| 0                     | Sonstige | 7       | 0,0 %  | 0           |

### 1912
Es fand ein Wahlgang statt. Die Zahl der Wahlberechtigten betrug 30.923. Die Zahl der abgegebenen gültigen Stimmen betrug 26.909, 220 Stimmen waren ungültig. Die Wahlbeteiligung belief sich auf 87,0 %.
| Kandidat              | Partei   | Stimmen | in %   | Anmerkungen                               |
| --------------------- | -------- | ------- | ------ | ----------------------------------------- |
| H. Rademacher         | FoVP     | 7253    | 27,2 % | Geheimrat, Landgerichtsrat a. D. aus Jena |
| G. Aßmann             | Kons     | 2803    | 10,5 % | Landwirt in Holzengel                     |
| Hermann Paul Reißhaus | SPD      | 16.622  | 62,3 % | 0                                         |
| 0                     | Sonstige | 11      | 0,0 %  | 0                                         |